# 卡尔顿·迈尔斯
卡尔顿·迈尔斯（英語：Carlton Myers，1971年3月30日—），意大利男子篮球运动员。他曾代表意大利获得2000年夏季奥运会篮球比赛男子第五名。他也曾在欧洲篮球锦标赛上获得一枚金牌和一枚银牌。